# Wahlbezirk Böhmen 116
Der Wahlbezirk Böhmen 116 war ein Wahlkreis für die Wahlen zum Abgeordnetenhaus im österreichischen Kronland Böhmen. Der Wahlbezirk wurde 1907 mit der Einführung der Reichsratswahlordnung geschaffen und bestand bis zum Zusammenbruch der Habsburgermonarchie.

## Geschichte
Nachdem der Reichsrat im Herbst 1906 das allgemeine, gleiche, geheime und direkte Männerwahlrecht beschlossen hatte, wurde mit 26. Jänner 1907 die große Wahlrechtsreform durch Sanktionierung von Kaiser Franz Joseph I. gültig. Mit der neuen Reichsratswahlordnung schuf man insgesamt 516 Wahlbezirke mit je einem zu wählenden Abgeordneten, die durch Direktwahl mit allfälliger Stichwahl bestimmt wurden. Der Wahlkreis Böhmen 116 umfasste die Gerichtsbezirke Sankt Joachimsthal, Platten, Neudek, Preßnitz, Weipert ohne die Städte Preßnitz und Weipert (Wahlbezirk 86) bzw. Sankt Joachimsthal, Platten und Neudek (Wahlbezirk 89). Aus der Reichsratswahl 1907 ging Franz Palme von der Sozialdemokratischen Arbeiterpartei als Sieger hervor. Er konnte sein Mandat bei der Reichsratswahl 1911 mit 60 Prozent erneut im ersten Wahlgang verteidigen.

## Wahlergebnisse

### Reichsratswahl 1907
Die Reichsratswahl 1907 wurde am 14. Mai 1907 (erster Wahlgang) durchgeführt. Die Stichwahl entfiel auf Grund der absoluten Mehrheit von Franz Palme im ersten Wahlgang.
| Kandidat                                                                     | Partei                             | Wahlkreis- stimmen | Prozent |
| ---------------------------------------------------------------------------- | ---------------------------------- | ------------------ | ------- |
| Franz Palme                                                                  | Sozialdemokratische Arbeiterpartei | 4931               | 57,4 %  |
| Graf Buquoy                                                                  | Deutsche Agrarpartei               | 3210               | 34,4 %  |
| Albin Hanich                                                                 | Alldeutsche Vereinigung            | 431                | 5,0 %   |
|                                                                              | Sonstige Parteien                  | 19                 | 0,2 %   |
| Wahlberechtigte: 10.822, Ungültige/Leere Stimmen: 94 Wahlbeteiligung: 80,2 % |                                    |                    |         |

### Reichsratswahl 1911
Die Reichsratswahl 1911 wurde am 13. Juni 1911 durchgeführt. Die Stichwahl entfiel auf Grund der absoluten Mehrheit von Franz Palme im ersten Wahlgang.
| Kandidat                                                                      | Partei                             | Wahlkreis- stimmen | Prozent |
| ----------------------------------------------------------------------------- | ---------------------------------- | ------------------ | ------- |
| Franz Palme                                                                   | Sozialdemokratische Arbeiterpartei | 5244               | 61,0 %  |
| Franz Zapp                                                                    | Deutschradikale Partei             | 1953               | 22,7 %  |
| Otto Fritz                                                                    | Deutschradikale Partei             | 1032               | 12,0 %  |
| Josef Heinl                                                                   | Christlichsoziale Partei           | 347                | 4,0 %   |
|                                                                               | Sonstige Parteien                  | 14                 | 0,2 %   |
| Wahlberechtigte: 11.128, Ungültige/Leere Stimmen: 76, Wahlbeteiligung: 77,9 % |                                    |                    |         |